# Neotryssaturus inusitatus
Neotryssaturus inusitatus är en kvalsterart som först beskrevs av Hopkins 1967.  Neotryssaturus inusitatus ingår i släktet Neotryssaturus och familjen Aturidae. Inga underarter finns listade i Catalogue of Life.